# قلعة أرتشتيتن
قلعة أرتشتيتن (بالألمانية: Schloss Artstetten)‏ هي قلعة أثرية تقع في النمسا وتحديدًا في مدينة فيينا عاصمة البلاد، تُستخدم القلعة موقعًا سياحيًا وتاريخيًا ومتحفًا في الوقت الحاضر، بينما سابقًا كانت تُستخدم موقعًا للحكم ومقبرة ملكية في فترة وجود الإمبراطورية النمساوية المجرية.

## المدفونين فيها
هناك الكثير من المدفونين في القلعة من الملوك والأمراء وأصحاب المناصب في النمسا وأبرزهم هو وريث عرش الإمبراطورية النمساوية المجرية فرانس فرديناند والذي أدى أغتياله وزوجته إلى أشعال فتيل الحرب العالمية الأولى، توجد بجوار القلعة كاتدرائية.

## المتحف
تستخدم القلعة أيضا كمتحف يضم أرث أباطرة وملوك النمسا وعائلات النمسا العليا.